# Енгелшалк II
Енгелшалк II (на немски: Engelschalk II) от рода на Вилхелмините, е маркграф на Аварската марка и на Панонската марка в края на 9 век.

## Биография
Той е син на маркграф Енгелшалк I и племенник на маркграф Вилхелм II. Баща му и чичо му са убити през 871 г. в боеве във Велика Моравия. Техен наследник става Арибо I.
Енгелшалк II е в опозиция с Арибо I. През 893 г. Енгелшалк II отвлича Елинрат, извънбрачната дъщеря на Арнулф Каринтийски и вероятно се жени за нея. След това той трябва да избяга в Моравия. Енгелшалк II е осъден през 893 г. на процес в Регенсбург и ослепен.